# Schronisko w Kapuśnej Skale
Schronisko w Kapuśnej Skale – schronisko we wsi Suliszowice w województwie śląskim, w powiecie myszkowskim, w gminie Żarki. Pod względem geograficznym jest to obszar Wyżyny Częstochowskiej wchodzący w skład Wyżyny Krakowsko-Częstochowskiej.

## Opis obiektu
Schronisko znajduje się w skale Kapuśniak, na zarastających drzewami łąkach po północno-wschodniej stronie wsi Suliszowice, w odległości około 400 m od głównej asfaltowej drogi biegnącej przez wieś. Schronisko przebija podstawę skały na wylot. Składa się z dwóch okapów i łączącego je przejścia o długości 1 m i wysokości 0,6 m. Na południowej stronie skały schronisko ma krótką, dwumetrowej długości odnogę, kończąca się otworem. Okap na zachodniej stronie skały ma szerokość 9 m i wysokość 8 m, a wysunięty jest nad schroniskiem maksymalnie na 4 m. W południowej ścianie skały jest w obrębie okapu, nad progiem o wysokości 1,8 m myta wnęka. Ma szerokość 2,5 m i wchodzi w głąb skały na 2 m. Spąg pod okapem jest pokryty próchnicą lub skalnym rumoszem. Po północnej stronie skały znajduje się wnęka o szerokości 2 m, przykryta okapem o wysięgu 1 m.
Schronisko powstało w wapieniach z jury późnej na skrzyżowaniu dwóch pęknięć skały. Dawniej było częścią większego systemu jaskiniowego. Brak nacieków.
Po raz pierwszy opisał schronisko M. Czepiel w listopadzie 2000 r. On też opracował jego plan.

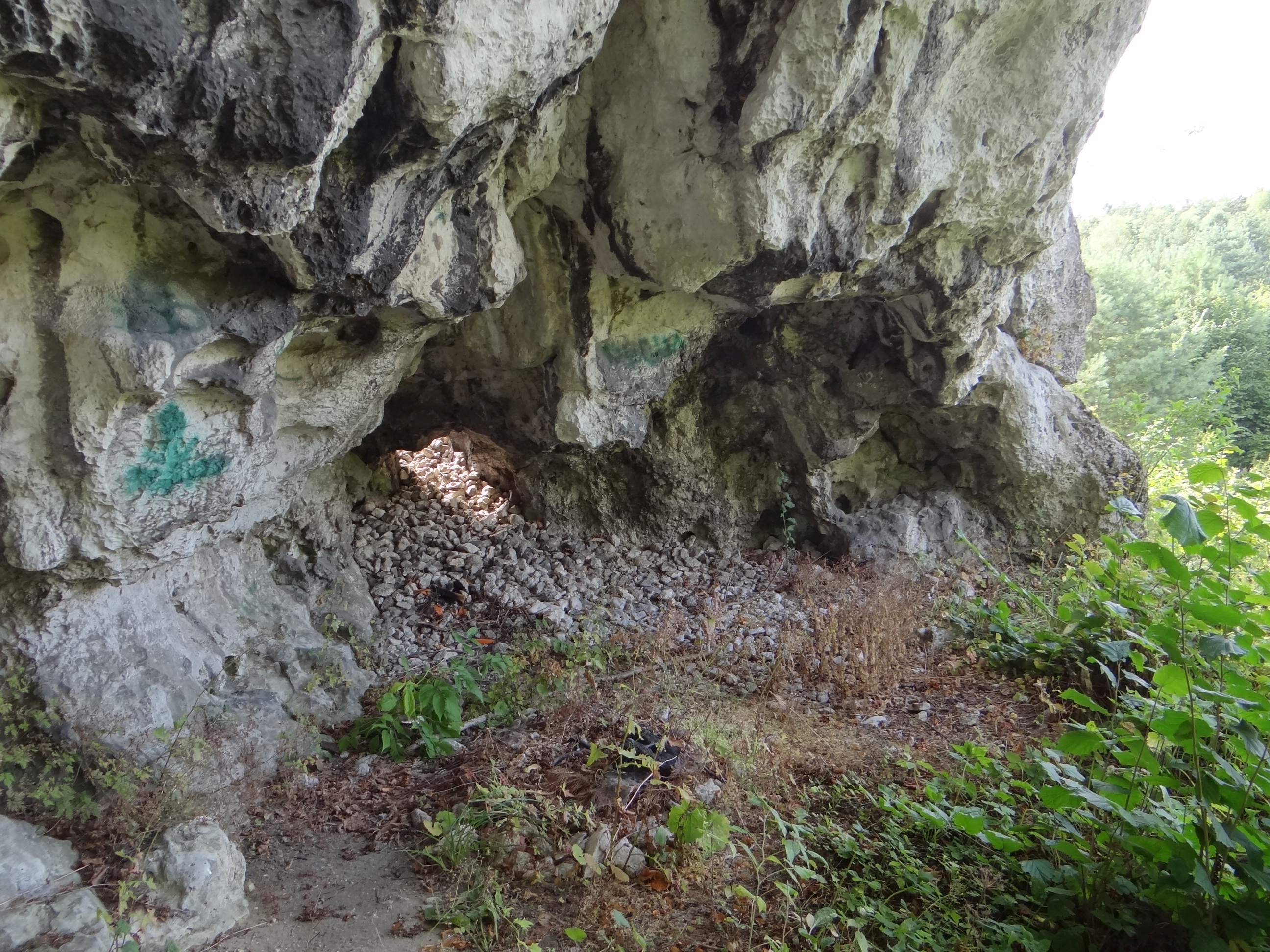
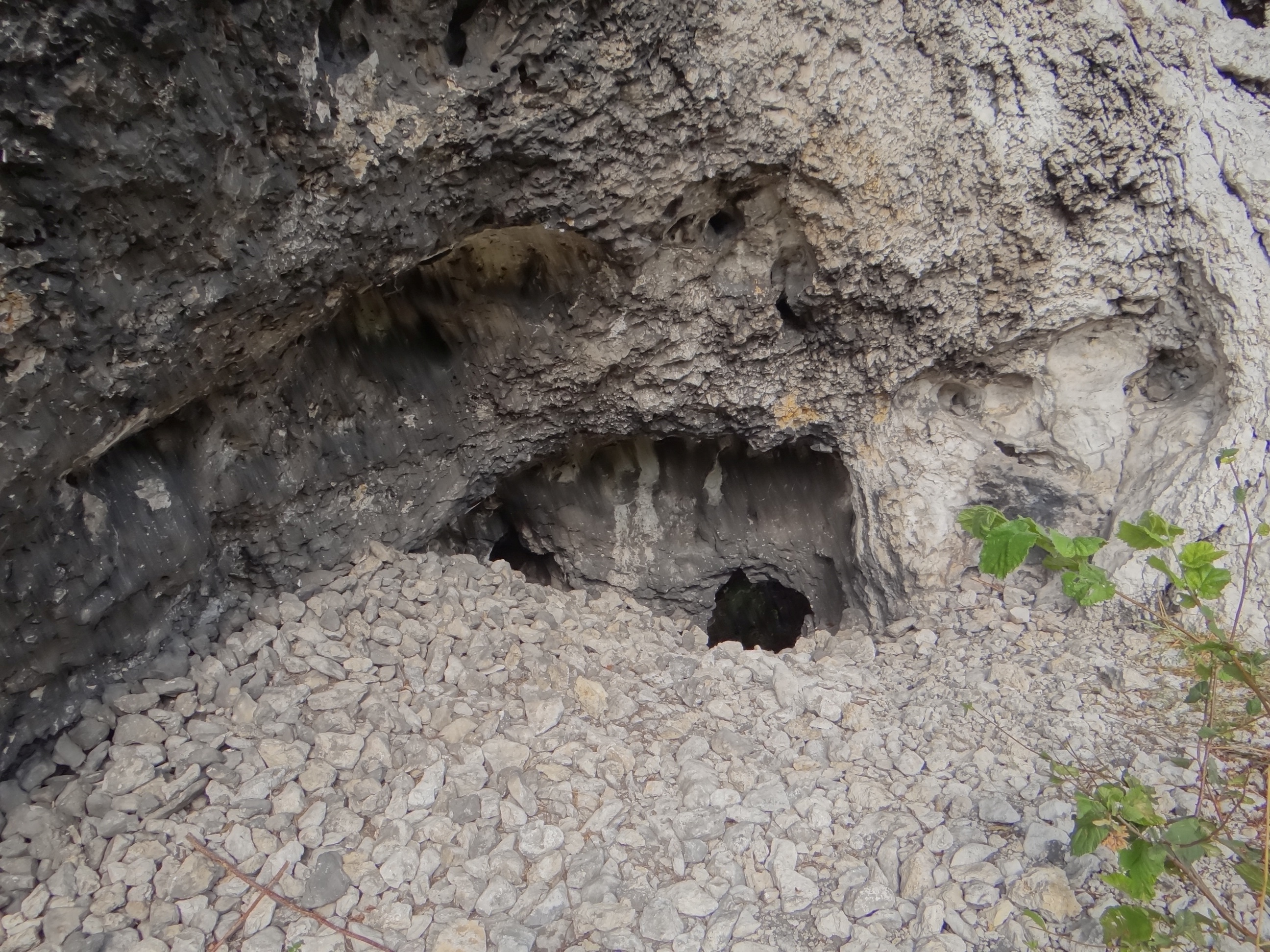
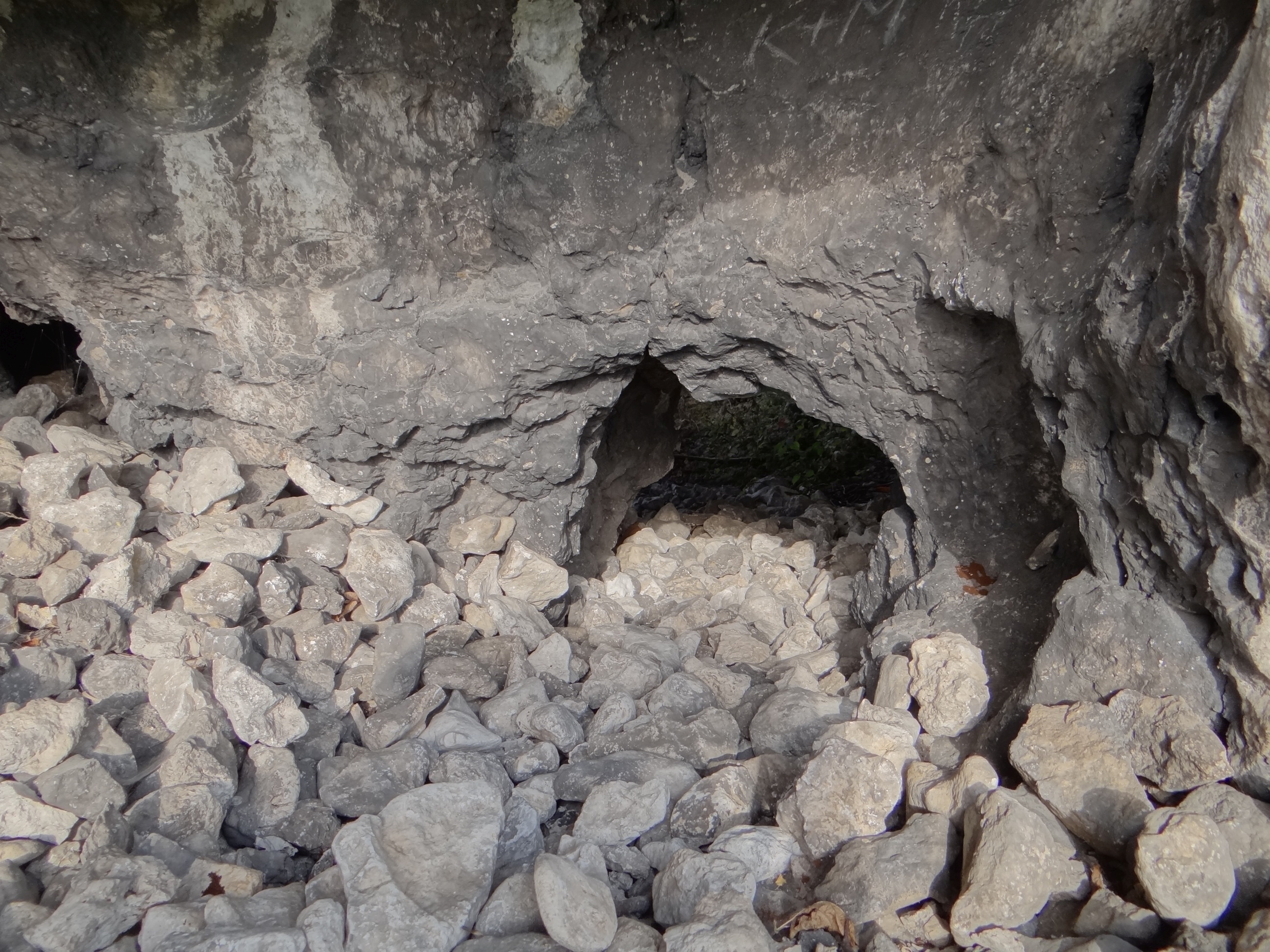